# Namal Chejfa – Namal ha-Kišon
Namal Chejfa – Namal ha-Kišon (hebrejsky נמל חיפה – נמל הקישון‎, doslova Haifský přístav-Kišonský přístav) je část města Haifa v Izraeli. Tvoří podčást 2. městské čtvrti Mifrac Chejfa.
Jde o územní jednotku vytvořenou pro administrativní, demografické a statistické účely. Zahrnuje část čtvrti Mifrac Chejfa v okolí Haifského přístavu a souvisejících komerčních a průmyslových areálů v ústí řeky Kišon, na pobřeží Haifského zálivu.
Populace je židovská, bez arabského prvku. Rozkládá se na ploše 6,19 kilometru čtverečního. Není zde uváděno trvalé obyvatelstvo.